# Timàlia gorjaclara
La timàlia gorjaclara (Spelaeornis kinneari) és un ocell de la família dels timàlids (Timaliidae).

## Hàbitat i distribució
Viu entre la malesa del bosc al nord del Vietnam, al nord-oest de Tonquín.